# Женская сборная России по кёрлингу
Женская национальная сборная России по кёрлингу — представляет Россию на международных соревнованиях по кёрлингу. Управляющей организацией выступает Федерация кёрлинга России (ФКР).

## История
Федерация кёрлинга России была основана в 1991 году. В апреле 1992 она вступила во Всемирную и Европейскую федерации кёрлинга. 
В 1992 году сформирована мужская сборная России, в том же году принявшая участие в чемпионате Европы, а через два года состоялся дебют в официальных международных соревнованиях и женской национальной команды России по кёрлингу на прошедшем в декабре 1994 в шведском городе Сундсвалле чемпионате Европы. В первом своём матче, состоявшемся 4 декабря, российские кёрлингистки уступили сборной Болгарии со счётом 5:14. В остальных трёх матчах турнира В (2-го дивизиона европейского первенства) россиянки один раз выиграли (у сборной Уэльса 10:3) и дважды проиграли (Чехии 4:10 и Люксембургу 5:15) и заняли предпоследнее 16-е место. В дебютных соревнованиях в составе российской сборной под руководством тренера Юрия Шулико играли Татьяна Смирнова, Ирина Колесникова, Марина Черепанова и Екатерина Лисицкая. 
В последующее 5-летие результаты сборной России в проводящихся ежегодно чемпионатах Европы были также весьма скромными. Лишь в 1999 году российские кёрлингистки сумели войти в десятку лучших команд континента по итогам европейского первенства. На том турнире в качестве главного тренера дебютировала Ольга Андрианова, возглавлявшая сборную России на протяжении более чем 12 лет. 
В течение последующего трёхлетия национальная команда практически полностью обновилась за счёт привлечения игроков из молодёжной сборной России, тренером которой до 1999 работала Андрианова. Из старожилов в сборной осталась только Яна Некрасова, а новичками в этот период стали в частности Ольга Жаркова, Нкеирука Езех, Анастасия Скултан, Анжела Тюваева, Людмила Прививкова и другие. Именно это поколение обеспечило в дальнейшем выход российского кёрлинга на мировую арену и первые победы на европейском континенте.
Первый локальный успех пришёл к сборной России в 2000 году, когда команда на чемпионате Европы стала 7-й, выиграв тем самым путёвку на чемпионат мира 2001. Дебютное мировое первенство для россиянок сложилось неудачно — лишь 9-е (предпоследнее) место. В декабре того же года российская сборная вновь заняла 7-е место на Евро-2001, обеспечив себе олимпийский дебют.
В 2002 году женская сборная России впервые приняла участие в олимпийском турнире по кёрлингу, но стала лишь 10-й, замкнув турнирную таблицу. На счету российских спортсменок только одна победа (над Данией 7:5) и 8 поражений.
В декабре того же года российская национальная команда на очередном чемпионате Европы останавливается лишь в шаге от медалей, уступив в полуфинале будущим чемпионкам — сборной Швеции, а в матче за «бронзу» норвежкам. Такой же результат (4-е место) сборная России повторила и через два года на Евро-2004.
С 2005 года сборная России прочно вошла в число сильнейших национальных команд Европы и мира. Уже ни один официальный международных турнир (Олимпиада, чемпионаты мира и Европы) не обходился без её участия, а в 2006 к российским кёрлингисткам пришёл первый громкий успех. Сборная России, никогда прежде не добиравшаяся до медалей, на проходившем в швейцарском Базеле чемпионате Европы одержала 11 побед в 12 матчах и завоевала золотые награды европейского первенства. В финале уверенно была обыграна сборная Италии со счётом 9:4. В составе российской команды выступали Людмила Прививкова, Ольга Жаркова, Нкеирука Езех, Екатерина Галкина и Маргарита Фомина.
Следующее появление сборной России на европейском пьедестале почёта случилось лишь через 5 лет. На московском чемпионате Европы по кёрлингу 2011 года россиянки в полуфинале уступили сборной Шотландии, но в матче за бронзовые медали уверенно обыграли датчанок со счётом 13:7.
Несмотря на европейские успехи, на чемпионатах мира и Олимпийских турнирах российские кёрлингистки выступали достаточно скромно. Лучшим результатом на Олимпиадах для сборной России было 6-е место в 2006 году, а в 2010 в Ванкувере россиянки стали лишь предпоследними из 10 участвовавших команд. После также неудачного результата на мировом первенстве 2012 года, проходившем в канадском Летбридже, где российская сборная стала лишь 9-й, ушла в отставку её многолетний тренер Ольга Андрианова (ныне возглавляет сборную Турции).
В июле 2012 новым наставником сборной России назначен швейцарец Томас Липс, под руководством которого на уже упоминавшемся выше чемпионате мира 2012 женская сборная Швейцарии выиграла золотые награды. В 2009—2010 Липс возглавлял мужскую сборную Швейцарии, с которой в 2009 стал вторым на чемпионате Европы, а через год — третьим на Олимпиаде в канадском Ванкувере.
Первый же турнир под руководством нового главного тренера завершился для российской национальной команды победно. На проходившем в декабре 2012 в шведском Карлстаде чемпионате Европы сборная России после 6 летнего перерыва вернула себе звание сильнейшей на европейском континенте. В полуфинале российские кёрлингистки переиграли хозяек турнира шведок 8:6, а в финале в упорнейшей борьбе вырвали победу в дополнительном энде и у действующих чемпионок Европы сборной Шотландии 6:5. Двукратными чемпионками континента стали Людмила Прививкова, Нкеирука Езех, Маргарита Фомина, Екатерина Галкина. Первая золотая медаль в активе скипа команды Анны Сидоровой. В этом составе кёрлингистки сборной России выступают с февраля 2010 года, проведя вместе уже 7 официальных турниров подряд.
В сентябре 2013 года главный тренер сборной Томас Липс принял неожиданное решение исключить из состава национальной команды её многолетнего лидера Людмилу Прививкову. Вместо неё в состав сборной включена Александра Саитова. На прошедшем в ноябре того же года чемпионате Европы в норвежском Ставангере сборная России не смогла выйти в полуфинал плей-офф, заняв итоговое 5-е место и сложив тем самым с себя полномочия чемпионок континента.
На зимние Олимпийские игры 2014 в Сочи сборная ехала в статусе одного из претендентов на призовые места, но выступила на турнире неудачно, заняв на предварительной стадии лишь 9-е место при трёх победах и шести поражениях.
На проходившем месяцем позже в канадском Сент-Джонсе чемпионате мира российские кёрлингистки впервые за время участия в мировых первенствах преодолели предварительный этап, выйдя в плей-офф. В матче за выход в полуфинал сборная России уступила национальной команде Южной Кореи 5:9, а затем победила её же в поединке за бронзовые награды 7:6. Таким образом сборная России впервые стала призёром чемпионата мира.
Летом того же года ушёл в отставку наставник национальной команды швейцарец Томас Липс. Был сформирован тренерский тандем сборной в составе Светланы Калаб и швейцарца Роджера Шмидта.
В ноябре 2014 на очередном чемпионате Европы, проходившем в Швейцарии, российские кёрлингистки показали выдающийся результат на предварительном этапе, разгромив своих соперников во всех 9 проведённых матчах. При этом лишь один поединок с участием россиянок (со сборной Германии) включил в себя все 10 положенных по регламенту периодов (эндов). В остальных встречах сборная России вынуждала оппонентов досрочно признавать поражение. На весь турнир российских кёрлингисток не хватило и в финальном матче они уступили хозяйкам соревнований — сборной Швейцарии — 7:8.
В марте 2015 года на проходившем в Саппоро чемпионате мира сборная России сумела повторить свой бронзовый успех годичной давности.
В ноябре 2015 года в датском Эсбьерге национальная команда России уверенно выиграла чемпионат Европы, став трёхкратной победительницей европейских первенств. На предварительном этапе россиянки заняли первое место при 8 победах и одном поражении, в полуфинале со счётом 6:5 обыграли хозяек турнира — датчанок, а в финале оказались сильнее сборной Шотландии, победив её с результатом 6:4. Трёхкратными чемпионками «Старого света» стали Маргарита Фомина и Нкеирука Езех, двукратной — скип команды Анна Сидорова, впервые — Александра Раева (Саитова) и Алина Ковалёва.
В марте 2016 сборная России стала трёхкратным (подряд) бронзовым призёром чемпионатов мира, выиграв медали на мировом первенстве в канадском Суифт-Карренте. За российскую команду играли Анна Сидорова, Маргарита Фомина, Александра Раева, Нкеирука Езех и Алина Ковалёва.
В преддверии сезона 2016/2017 с целью выявить команду, которой предстоит выступать под флагом сборной России на предстоящем чемпионате Европы, во второй раз был проведён розыгрыш Суперкубка, в котором противостояли команды скипов Анны Сидоровой и Виктории Моисеевой. В серии до четырёх побед победу со счётом 4-2 одержала команда под руководством Моисеевой, из игроков которой и была сформирована национальная команда России на Евро-2016.
Чемпионат Европы 2016 прошёл в шотландском Ренфру и завершился победой российской сборной, состоявшей из спортсменок, до этого не имевших опыта выступлений за национальную команду по классическому кёрлингу в официальных соревнованиях. На предварительном этапе россиянки заняли 4-е место при 6 победах и трёх поражениях, а в полуфинале уверенно переиграли сборную Шотландии 11:6, при том, что до этого шотландки не потерпели ни одного поражения. Финал, в котором встретились сборные России и Швеции, прошёл в упорнейшей борьбе и лишь последний камень определил чемпиона, которым в 4-й раз в своей истории и во второй раз подряд, хоть и в абсолютно новом составе, стала команда России. Чемпионками Европы стали Виктория Моисеева (скип), Ульяна Васильева (вице-скип), Галина Арсенькина, Юлия Гузиёва, Юлия Портунова (свиперы).
Для того, чтобы определить команду, которая представляла бы Россию на чемпионате мира, вновь была проведена серия матчей между коллективами Анны Сидоровой и Виктории Моисеевой. На этот раз победа досталась команде Сидоровой и именно она отправилась на чемпионат мира в Пекин под флагом национальной сборной. Не слишком удачно начав турнир, когда после 5 матчей в пассиве россиянок было 3 поражения, в дальнейшем по ходу группового раунда российские кёрлингистки одержали 6 побед подряд и финишировали на 2-м месте. В поединке за прямой выход в финал сборная России уступила канадкам, но, победив в полуфинале команду Швеции, вновь вышла на Канаду в решающем матче чемпионата. Финал россиянкам не удался — непобедимая на турнире сборная Канады не оставила шансов российским спортсменкам, обыграв их со счётом 8:3, но завоёванное по итогам турнира «серебро» стало высшим достижением российской национальной команды на чемпионатах мира. Серебряными призёрами кроме Анны Сидоровой стали Маргарита Фомина, Александра Раева, Нкеирука Езех и Алина Ковалёва.
На чемпионате Европы 2017, проходившем в ноябре в швейцарском Санкт-Галлене, сборную России представляла команда скипа Анны Сидоровой. Впервые за 4 года россиянки остались без медалей, заняв на предварительном этапе первенства только 5-е место. В серии отборочных матчей для определения олимпийского состава сборной, прошедшей в конце декабря 2017 в городе Сочи, встретились команды скипов Сидоровой и Моисеевой и уверенную победу одержал коллектив Виктории Моисеевой, четырежды победивший своих соперниц в пяти поединках. На самих же Олимпийских играх в корейском Пхенчхане российская команда Моисеевой выступила откровенно слабо, заняв 9-е (предпоследнее) место при двух победах и семи поражениях.
После неудачи на Олимпиаде команда Моисеевой без Васильевой, но с опытнейшей запасной Анной Сидоровой приняла участие чемпионате мира в канадском Норт-Бее. На предварительном этапе сборная заняла 4-е место, победив команды Германии, Дании, США, Чехии, Швейцарии, Шотландии и Японии, но проиграв Китаю, Канаде, Южной Корее, Швеции и Италии. В дополнительном матче за выход в полуфинал россиянки переиграли сборную Чехии 7:3, а в самом полуфинале уступили олимпийским чемпионкам Пхёнчхана сборной Швеции 6:7. В матче за бронзу российская команда победила сборную США со счётом 6:5. Таким образом, команда Моисеевой впервые выиграла медали чемпионата мира.
В октябре 2018 в серии матчей за право представлять Россию на предстоящем чемпионате Европы встретились две команды — скипов Алины Ковалёвой (Ковалёва, Брызгалова, Арсенькина, Кузьмина, Васильева) и Анны Сидоровой (Сидорова, Фомина, Портунова, Гузиёва, Езех). Выиграв с общим счётом 4-1 под российским флагом на европейское первенство отправилась команда скипа Ковалёвой, но в итоге осталась без медалей. Такая же ситуация повторилась и в преддверии чемпионата мира 2019, когда ведомая Ковалёвой команда с таким же счётом переиграла значительно обновившийся по сравнению с предыдущими сезонами квинтет Сидоровой. На мировом первенстве россиянки уверенно преодолели предварительный этап, одержав 9 побед в 12 матчах, но в четвертьфинале потерпели чувствительное поражение от сборной Японии и уже на этой стадии выбыли из борьбы за награды.
В 2021 году в канадском Калгари на чемпионате мира российская национальная команда (выступавшая под официальным названием сборная Федерации кёрлинга России) под руководством скипа Ковалёвой повторила своё лучшее достижение на мировых первенствах, выйдя в финал, где уступила швейцаркам 2:4.

## Состав
Сборная России в 2021 году
| Имя, фамилия       | Год рождения | Амплуа    | Клуб                        | Турниры |
| ------------------ | ------------ | --------- | --------------------------- | ------- |
| Алина Ковалёва     | 1993         | скип      | «Адамант» (Санкт-Петербург) | ЧМ-21   |
| Юлия Портунова     | 1994         | вице-скип | Краснодарский край (Сочи)   | ЧМ-21   |
| Галина Арсенькина  | 1991         | свипер    | «Адамант» (Санкт-Петербург) | ЧМ-21   |
| Екатерина Кузьмина | 1996         | свипер    | «Адамант» (Санкт-Петербург) | ЧМ-21   |
| Мария Комарова     | 1998         | свипер    | «Адамант» (Санкт-Петербург) | ЧМ-21   |

- Главный тренер — Сергей Беланов.
- Тренер — Ирина Колесникова.

## Результаты выступлений
По состоянию на середину мая 2021 года на счету женской сборной России 508 официальных матчей, проведённых в соревнованиях под эгидой Всемирной федерации кёрлинга и Европейской федерации кёрлинга в рамках Олимпийских игр, чемпионатов мира и чемпионатов Европы. Из них выиграно 268, проиграно 240.

### Олимпийские игры
| Год   | Игры | Победы | Поражения | Место |
| ----- | ---- | ------ | --------- | ----- |
| 2002  | 9    | 1      | 8         | 10-е  |
| 2006  | 9    | 5      | 4         | 5-е   |
| 2010  | 9    | 3      | 6         | 9-е   |
| 2014  | 9    | 3      | 6         | 9-е   |
| 2018  | 9    | 2      | 7         | 9-е   |
| 2022  | 9    | 1      | 8         | 10-е  |
| Всего | 54   | 15     | 39        |       |

В олимпийском турнире 1998 года сборная России участия не принимала.

### Чемпионаты мира
| Год   | Игры | Победы | Поражения | Место |
| ----- | ---- | ------ | --------- | ----- |
| 2001  | 9    | 2      | 7         | 9-е   |
| 2002  | 9    | 4      | 5         | 7-е   |
| 2003  | 9    | 3      | 6         | 6-е   |
| 2005  | 12   | 7      | 5         | 5-е   |
| 2007  | 11   | 4      | 7         | 8-е   |
| 2008  | 11   | 4      | 7         | 8-е   |
| 2009  | 11   | 5      | 6         | 7-е   |
| 2010  | 9    | 5      | 6         | 8-е   |
| 2011  | 11   | 6      | 5         | 6-е   |
| 2012  | 11   | 4      | 7         | 9-е   |
| 2013  | 12   | 6      | 6         | 6-е   |
| 2014  | 13   | 9      | 4         | 3-е   |
| 2015  | 14   | 10     | 4         | 3-е   |
| 2016  | 14   | 10     | 4         | 3-е   |
| 2017  | 14   | 9      | 5         | 2-е   |
| 2018  | 15   | 9      | 6         | 3-е   |
| 2019  | 13   | 9      | 4         | 5-е   |
| 2021  | 15   | 12     | 3         | 2-е   |
| Всего | 215  | 118    | 97        |       |

В чемпионатах мира 1992—2000, 2004 и 2006 годов сборная России участия не принимала. В 2020 чемпионат мира был отменён. В чемпионате 2021 года принимала участие под названием «Сборная Федерации кёрлинга России».

### Чемпионаты Европы
| Год   | Игры | Победы | Поражения | Место |
| ----- | ---- | ------ | --------- | ----- |
| 1994  | 4    | 1      | 3         | 16-е  |
| 1995  | 8    | 5      | 3         | 11-е  |
| 1996  | 5    | 0      | 5         | 13-е  |
| 1997  | 4    | 1      | 3         | 14-е  |
| 1998  | 7    | 2      | 5         | 11-е  |
| 1999  | 9    | 3      | 6         | 8-е   |
| 2000  | 8    | 2      | 6         | 7-е   |
| 2001  | 8    | 2      | 6         | 7-е   |
| 2002  | 11   | 6      | 5         | 4-е   |
| 2003  | 9    | 3      | 6         | 8-е   |
| 2004  | 12   | 6      | 6         | 4-е   |
| 2005  | 11   | 2      | 9         | 8-е   |
| 2006  | 12   | 11     | 1         | 1-е   |
| 2007  | 9    | 5      | 4         | 5-е   |
| 2008  | 9    | 4      | 5         | 7-е   |
| 2009  | 11   | 7      | 4         | 4-е   |
| 2010  | 12   | 7      | 5         | 4-е   |
| 2011  | 12   | 7      | 5         | 3-е   |
| 2012  | 12   | 10     | 2         | 1-е   |
| 2013  | 10   | 6      | 4         | 5-е   |
| 2014  | 12   | 10     | 2         | 2-е   |
| 2015  | 11   | 10     | 1         | 1-е   |
| 2016  | 11   | 8      | 3         | 1-е   |
| 2017  | 9    | 4      | 5         | 5-е   |
| 2018  | 11   | 6      | 5         | 4-е   |
| 2019  | 11   | 8      | 3         | 4-е   |
| 2021  | 11   | 7      | 4         | 4-е   |
| Всего | 259  | 143    | 116       |       |

В чемпионатах Европы 1992 и 1993 годов сборная России участия не принимала.

## Соперники
В рамках официальных турниров сборная России встречалась с национальными командами 26 стран.
| Соперник       | Игры | Победы | Поражения |
| -------------- | ---- | ------ | --------- |
| Австрия        | 2    | 2      | 0         |
| Англия         | 5    | 3      | 2         |
| Болгария       | 4    | 3      | 1         |
| Великобритания | 5    | 0      | 5         |
| Венгрия        | 3    | 3      | 0         |
| Германия       | 44   | 27     | 17        |
| Дания          | 50   | 33     | 17        |
| Италия         | 32   | 21     | 11        |
| Канада         | 28   | 5      | 23        |
| Китай          | 17   | 10     | 7         |
| Латвия         | 10   | 10     | 0         |
| Люксембург     | 2    | 1      | 1         |
| Нидерланды     | 9    | 6      | 3         |
| Норвегия       | 29   | 11     | 18        |
| США            | 24   | 12     | 12        |
| Турция         | 1    | 0      | 1         |
| Уэльс          | 1    | 1      | 0         |
| Финляндия      | 20   | 15     | 5         |
| Франция        | 3    | 2      | 1         |
| Чехия          | 26   | 18     | 8         |
| Швейцария      | 52   | 22     | 30        |
| Швеция         | 55   | 19     | 36        |
| Шотландия      | 49   | 23     | 26        |
| Эстония        | 4    | 4      | 0         |
| Южная Корея    | 14   | 7      | 7         |
| Япония         | 19   | 10     | 9         |

## Игроки
Всего в составе сборной России в официальных турнирах, проведённых в период с декабря 1994 по май 2021 года под эгидой WCF и ECF, выступало 29 кёрлингисток.
| Арсенькина Галина          | 2018                   | 2018, 2019, 2021           | 2016, 2018, 2019, 2021     |
| Бережная Ольга             |                        |                            | 1997                       |
| Анастасия Брызгалова       |                        | 2019                       | 2018                       |
| Васильева Ульяна           | 2018                   | 2019                       | 2016, 2018                 |
| Галкина Екатерина          | 2006, 2010, 2014       | 2005, 2007—2015            | 2004—2014                  |
| Голобородько Яна           |                        |                            | 1997                       |
| Головченко Нина            |                        | 2001                       | 1999, 2000                 |
| Гузиёва Юлия               | 2018                   | 2018                       | 2016                       |
| Даньшина Анастасия         |                        |                            | 2019                       |
| Езех Нкеирука              | 2002, 2006, 2010, 2014 | 2001—2003, 2005, 2007—2017 | 2000—2015, 2017            |
| Жаркова Ольга              | 2002, 2006             | 2001—2003, 2005, 2007—2009 | 1999—2009                  |
| Ковалёва Алина             |                        | 2016—2019, 2021            | 2015, 2017—2019, 2021      |
| Колесникова Ирина          |                        |                            | 1994—1996, 1998, 1999      |
| Комарова Мария             |                        | 2021                       | 2019, 2021                 |
| Кузьмина Екатерина         |                        | 2019, 2021                 | 2018, 2019, 2021           |
| Лисицкая Екатерина         |                        |                            | 1994, 1995, 1997           |
| Лукашенкова Наталья        |                        |                            | 1995                       |
| Моисеева Виктория          | 2018                   | 2018                       | 2016                       |
| Некрасова Яна              | 2002, 2006             | 2001—2003, 2005            | 1996, 1998—2004            |
| Подушкина Наталья          |                        |                            | 1997                       |
| Портунова Юлия             | 2018                   | 2018, 2021                 | 2016, 2021                 |
| Прививкова Людмила         | 2006, 2010             | 2003, 2005, 2007—2013      | 2002—2012                  |
| Раева (Саитова) Александра | 2014                   | 2014—2017                  | 2013—2015, 2017            |
| Сидорова Анна              | 2010, 2014             | 2010—2018                  | 2009—2015, 2017            |
| Скултан Анастасия          | 2002                   | 2001—2003                  | 2000, 2002                 |
| Смирнова Татьяна           |                        |                            | 1994—1996, 1998, 1999      |
| Тюваева Анжела             | 2002                   | 2002                       | 2001, 2003                 |
| Фомина Маргарита           | 2010, 2014             | 2007—2017                  | 2005—2008, 2010—2015, 2017 |
| Черепанова Марина          |                        |                            | 1994—1996, 1998            |

- Цветом выделены игроки сборной России, выступавшие за неё в 2021 году.

### Скипы
Татьяна Смирнова (1994—1996, 1998), Екатерина Лисицкая (1997), Нина Головченко (1999—2001), Ольга Жаркова (2001—2004), Людмила Прививкова (2005—2011), Анна Сидорова (2011—2016, 2017), Виктория Моисеева (2016, 2018), Алина Ковалёва (2018, 2019, 2021).

## Тренеры
- 1994 —  Юрий Шулико
- 1995 —  Йозеф Валхли
- 1996—1998 —  Татьяна Смирнова
- 1999—2012 —  Ольга Андрианова
- 2012—2014 —  Томас Липс
- 2014—2016, 2017 —  Светлана Калалб
- 2016, 2018 —  Сергей Беланов
- 2018—2019 —  Игорь Минин
- 2019 —  Ирина Колесникова
- с 2021 —  Сергей Беланов

## Фотогалерея
- В игре сборная России (Олимпиада-2010)
- Нкеирука Езех, Анна Сидорова, Екатерина Галкина (Олимпиада-2010)
- Людмила Прививкова
- Нкеирука Езех
- Екатерина Галкина (Олимпиада-2014)
- Александра Саитова (Олимпиада-2014)
- Екатерина Галкина, Александра Саитова и Маргарита Фомина (Олимпиада-2014)
- Сборная России (Олимпиада-2014)
- Виктория Моисеева